# Leptophis diplotropis
Leptophis diplotropis е вид змия от семейство Смокообразни (Colubridae).

## Разпространение
Видът е разпространен в Мексико.